# Рита Ботиљери
Рита Ботиљери< (итал. Rita Bottiglieri; Торе дел Греко, 29. јун 1953) бивша је италијанска атлетичарка, која се специјализовала са спринт, трке са препонама и вишебој. Учесница је Летњих олимпијских игара 1976. у Монтреалу. Иако је више од 35 година престала са активним такмичењем њени резултат у неколико дисцилина су међу првих 10 у Италији.

## Значајнији резултати
| Датум | Такмичење                    | Град                    | Дисциплина   | Пласман | Резултат |       |
| 1975  | Европско првенство у дворани | Катовице, Пољска        | 60 м         | 5.      | 7,43     | [ 1 ] |
| 1975  | 7. Медитеранске игре         | Алжи, Алжир             | 100 м        |         | 11,79    |       |
| 1975  | 7. Медитеранске игре         | Алжи, Алжир             | 400 м        |         | 53,34    |       |
| 1976  | Олимпијске игре              | Монтреал, Канада        | 400 м        | 18.     | 52,51    | [ 2 ] |
| 1977  | Европско првенство у дворани | Сан Себастијан, Шпанија | 60 м         |         | 7"34     | [ 3 ] |
| 1977  | Европско првенство у дворани | Сан Себастијан, Шпанија | 60 м препоне |         | 8,39     | [ 4 ] |
| 1978  | Европско првенство у дворани | Милано, Италија         | 400 м        |         | 53,18    | [ 5 ] |

## Националне титуле
Рита Ботиљери је девет пута освајала титулу државне првакиње у четири дисциплине.
- 3 — 100 м (1975, 1976, 1977)
- 3 — 200 м (1975, 1976, 1977)
- 2 — 200 м дворана (1975, 1978)
- 1 — Петобој дворана (1974)